# Jan van Genderen
 (janvier 2024).
Si vous disposez d'ouvrages ou d'articles de référence ou si vous connaissez des sites web de qualité traitant du thème abordé ici, merci de compléter l'article en donnant les références utiles à sa vérifiabilité et en les liant à la section « Notes et références ».
En pratique : Quelles sources sont attendues ? Comment ajouter mes sources ?
Jan van Genderen, né le 13 avril 1923 à Goudriaan et mort le 23 mars 2004 à Apeldoorn, est un théologien, professeur et pasteur néerlandais des XXe et XXIe siècles actif à Rome. Il est membre enseignant des Églises chrétiennes réformées (en).

## Biographie
Né en 1923 à Goudriaan, Jan van Genderen a étudié à Apeldoorn, puis à Utrecht où il a effectué une majeure en histoire du dogme et obtenu un doctorat avec sa thèse sur le professeur Herman Witsius (en). Après ses études, il devient l'assistant du professeur Johannes Severijn (nl) et, en 1948, devient pasteur à Zutphen.
De 1954 à 1993, il est professeur de dogme à l'université théologique d'Apeldoorn (en), où il écrit son ouvrage le plus réputé, Beknopte gereformeerde dogmatiek, avec le professeur Willem Hendrik Velema (en).
Il se marie à Haarlem le 11 novembre 1948 avec Boukje Bijleveld, sœur du pasteur Berend Bijleveld. Il décède à Apeldoorn à l'âge de 80 ans.

## Publications
- Confessie en theologie, Kampen, 1975 ;
- De continuïteit van geloof en kerk, Kampen, 1977 ;
- Verbond en verkiezing, Kampen 1983 ;
- Gerechtigheid als geschenk. Gedachten over de rechtvaardiging door het geloof, Kampen, 1988 ;
- Beknopte gereformeerde dogmatiek, avec Willem Hendrik Velema, Kampen, 1992 ;
- Naar de norm van het Woord, Kampen, 1993 ;
- De nieuwe hemel en de nieuwe aarde, Kampen, 1994 ;
- Oriëntatie in de dogmageschiedenis, Zoetermeer, 1996 ;
- Van doxa tot doxologie, dans Onthullende woorden, projet proposé au professeur J. de Vuyst, Leyde, 1997 ;
- Brunner en de kerk, dans Om de Kerk, projet proposé au professeur W. van ’t Spijker, Leyde, 1997.